# Ligne ferroviaire régionale du Latium FL6
La ligne FL6 (FR6 jusqu'en 2012) est le nom d'une ligne du service ferroviaire régional du Latium, intégré au Service ferroviaire suburbain de Rome. 

## Gares
| Gare                                | Commune           | Ouverture | Correspondance                       | Note | Zone de tarification, |
| ----------------------------------- | ----------------- | --------- | ------------------------------------ | --- | --------------------- |
| Rome Termini                        | Rome              | 1862      | ATAC                                 | Parking · Billetterie · Escalator · Ascenseur · Bar · Taxi | A                     |
| Capannelle                          | Rome              | 1939      | ATAC                                 | Fin de la zone urbaine de Rome | A                     |
| Ciampino                            | Ciampino          | 1892      | ATAC ATRAL Schiaffini                | Parking · bar | B                     |
| Tor Vergata                         | Frascati          | 2000      | COTRAL Schiaffini                    | Billetterie automatique · Salle d'attente · Parking | B                     |
| Colle Mattia                        | Rome              | 1892      | ATAC Calabresi                       | Passage souterrain · Salle d'attente | A/B                   |
| Colonna Galleria                    | Colonna           | 1941      | COTRAL                               | | B                     |
| Zagarolo                            | Zagarolo          | 1892      | COTRAL Cilia                         | Biglietteria a sportello · Billetterie automatique · Passage souterrain · Guichet automatique bancaire · Salle d'attente · Toilettes · Annonce sonore et visuelle · Kiosque à journaux · Bar | B                     |
| Labico                              | Labico            | 1892      |                                      | | C                     |
| Valmontone                          | Valmontone        | 1892      | COTRAL Cilia Cerci                   | | C                     |
| Colleferro-Segni-Paliano            | Colleferro        | 1862      | COTRAL                               | Billetterie · Bar | C                     |
| Anagni-Fiuggi                       | Anagni            |           | COTRAL                               | Billetterie · Bar | D                     |
| Sgurgola                            | Sgurgola          | 1862      |                                      | | D                     |
| Morolo                              | Morolo            |           |                                      | | D                     |
| Ferentino-Supino                    | Ferentino         |           |                                      | Billetterie · Ascenseur | D                     |
| Frosinone                           | Frosinone         | 1862      | COTRAL GEAF                          | Billetterie · Bar · Taxi | E                     |
| Ceccano                             | Ceccano           | 1862      |                                      | Billetterie · Bar | E                     |
| Castro-Pofi-Vallecorsa              | Castro dei Volsci | 1862      | COTRAL                               | Accessibilité | E                     |
| Ceprano-Falvaterra                  | Ceprano           | 1863      | COTRAL                               | Parking · Billetterie · Bar | E                     |
| Isoletta-San Giovanni Incarico      | Arce              |           |                                      | | E                     |
| Roccasecca                          | Roccasecca        | 1863      |                                      | Billetterie | E                     |
| Piedimonte-Villa Santa Lucia-Aquino | Aquino            | 2000      |                                      | | F                     |
| Cassino                             | Cassino           | 1863      | COTRAL, Magni, CLP, Molise Trasporti | Billetterie · Bar · Taxi | F                     |